# Maurice Palgen
Maurice Palgen (ur. 13 maja 1893 w Luksemburgu, zm. 23 lutego 1951 tamże) – luksemburski gimnastyk, olimpijczyk.
Uczestniczył w rywalizacji na V Igrzyskach olimpijskich rozgrywanych w Sztokholmie w 1912 roku, gdzie był najmłodszym zawodnikiem w reprezentacji Luksemburga. Startował tam w jednej konkurencji gimnastycznej – w wieloboju drużynowym w systemie wolnym zajął wraz z drużyną ostatnie, piąte miejsce.